# Rally Villa de Llanes de 1990
El Rally Villa de Llanes de 1990, oficialmente 14.º Rally Villa de Llanes, fue la decimocuarta edición y la quinta cita de la temporada 1990 del Campeonato de España de Rally. Fue también puntuable para el campeonato de Asturias. Se celebró del 1 al 3 de junio.

## Clasificación final
| Pos. | Piloto               | Copiloto               | Automóvil              | Tiempo  | Diferencia |
| ---- | -------------------- | ---------------------- | ---------------------- | ------- | ---------- |
| 1.   | Jesús Puras          | José Arrarte           | Lancia Delta Integrale | 2:57:02 | 0.0        |
| 2.   | Borja Moratal        | Alfredo Rodríguez      | Opel Kadett GSI        | 3:06:29 | +9:27      |
| 3.   | Javier Azcona        | Miguel Aldaz           | Peugeot 205 GTI 1.9    | 3:07:13 | +10:11     |
| 4.   | Luis Climent         | José Antonio Muñoz     | Opel Corsa A GSi       | 3:10:21 | +13:19     |
| 5.   | Francisco Cima       | José Francisco Gil     | Renault 5 GT Turbo     | 3:14:50 | +17:48     |
| 6.   | Donato Hergueta      | Fernando López         | Opel Corsa A GSi       | 3:16:53 | +19:5      |
| 7.   | Joan Anton Sasplugas | Eduard Andueza         | Peugeot 205 GTI 1.9    | 3:17:52 | +20:50     |
| 8.   | Iñigo Lilly          | Mario Saguillo         | Peugeot 205 GTI 1.9    | 3:19:21 | +22:19     |
| 9.   | Capi Saiz            | Javier Carbajo         | Peugeot 205 GTI 1.9    | 3:20:26 | +23:24     |
| 10.  | Antonio Hidalgo      | Alejandro de La Fuente | Renault 5 GT Turbo     | 3:22:08 | +25:06     |